# آلوپکا ۲۵۰۸
سیارک ۲۵۰۸ (به انگلیسی: 2508 Alupka، نامگذاری:1977ET1) دو هزار و پانصد و هشتمین سیارک کشف شده‌است که در ۱۳ مارس ۱۹۷۷ کشف شد.
قدر مطلق سیارک برابر ۱۳٫۵۰ است.